# Barbara Gruber
Barbara Gruber (* 15. Dezember 1977 in Bad Reichenhall) ist eine deutsche Skibergsteigerin und Alpinsportlerin. Sie ist Mitglied der deutschen Nationalmannschaft im Skibergsteigen und ist mehrfache Deutsche Meisterin im Skibergsteigen und im Vertical Race.

## Sportliche Laufbahn
Die aus einer Landwirtsfamilie stammende Gruber hat drei Geschwister und absolvierte die Ausbildung zur Landwirtin und zur staatlich geprüften Wirtschafterin. Nach der Geburt ihres Sohnes begann sie zum Ausgleich mit dem Sport, zunächst mit dem Mountainbikefahren, einer Sportart, in der sie ebenfalls erfolgreich an Wettkämpfen teilnimmt und 2007 unter anderem erste Plätze beim „Glocknerkönig light“-Rennen, bei der „Hochsteintrophy“, beim St.Veit-Bergrennen (Mannschaft), beim Heutal-Bergeinzelzeitfahren, beim „Bike Festival Kaprun“ und bei der „Saalachtaltrophy“ erzielte.
Im Skibergsteigen nahm sie neben anderen internationalen Wettbewerben auch schon an der Weltmeisterschaft des ISMC teil. Seit 2005 gehört sie auch zum internationalen Dynafit-Team.
Sie lebt mit ihrer Familie in Weißbach bei Lofer, Österreich.

## Sportliche Erfolge Skibergsteigen (Auswahl)
- 2004: 1. Platz beim Mountain Attack Tour-Damen, Saalbach
- 2005:
  - 1. Platz Deutsche Meisterschaft Skibergsteigen Single
  - 1. Platz beim Mountain Attack Tour-Damen, Saalbach
  - 2. Platz Europacup Skibergsteigen Team (mit Graßl)
  - 3. Platz im Vertical Race bei der Europameisterschaft in Andorra
  - 3. Platz in der Damenstaffel (mit Graßl, Treimer) bei der Europameisterschaft in Andorra
  - 3. Platz beim Team Damen (mit Graßl) bei der Europameisterschaft in Andorra
  - 7. Platz Weltcup Skibergsteigen Team (mit Graßl)
- 2006:
  - 1. Platz Deutsche Meisterschaft Skibergsteigen Single
  - 1. Platz beim Mountain Attack Tour-Damen, Saalbach
  - 4. Platz Weltmeisterschaft Skibergsteigen Damenstaffel (mit Graßl, Treimer, Koch)
  - 8. Platz Weltmeisterschaft Skibergsteigen Vertical Race
- 2007:
  - 1. Platz Deutsche Meisterschaft Skibergsteigen Vertical Race
  - 2. Platz beim Mountain Attack Tour-Damen, Saalbach
  - 4. Platz im Vertical Race bei der Europameisterschaft in Frankreich
- 2008:
  - 1. Platz Deutsche Meisterschaft Skibergsteigen Single
  - 1. Platz Deutsche Meisterschaft Vertical Race
  - 1. Platz beim Mountain Attack Tour-Damen, Saalbach
  - Tagessieg bei der Hochgrat-Skirallye
- 2009:
  - 1. Platz Deutsche Meisterschaft Vertical Race, Hochgrat